# HHC Hardenberg
HHC Hardenberg es un club de fútbol neerlandés de la ciudad de Hardenberg, en la provincia de Overijssel. En la actualidad compite en la Tweede Divisie, la tercera categoría del fútbol neerlandés.

## Historia
HHC Hardenberg fue fundado en 1954, como resultado de una fusión entre Hardenberg Voetbal Club de Hardenberg y el SV Heemse de la vecina Heemse. Las letras HHC significan Hardenberg Heemse Combinatie (Combinación de Hardenberg Heemse).
El club ganó su primer título, en la Vierde Klasse (Cuarta Clase), en la temporada 1964-65, asegurando el ascenso a la Derde Klasse (Tercera Clase). El club jugó en esa división durante 11 temporadas y ganó el título en 1975–76, logrando el ascenso a Tweede Klasse (Segunda Clase). El club se clasificó al tercer nivel recién establecido, llamado Topklasse, al final de la temporada 2009-10 a través de los playoffs. En 2016, ingresaron a la recién formada Tweede Divisie, el nivel amateur más alto de la pirámide del fútbol holandés.

## Palmarés
- Hoofdklasse títulos: 2

2006–07, 2007–08

## Plantilla actual
Actualizado el 1 de septiembre de 2020